# Senato dell'Arkansas
Il Senato dell'Arkansas è la camera alta dell'Assemblea generale dell'Arkansas, la legislatura dello Stato dell'Arkansas. L’altra è la Camera dei rappresentanti. 
Il Senato conta 35 membri, ognuno rappresentante di un distretto che comprende circa 83.000 abitanti. I senatori sono eletti ogni quattro anni per un mandato di pari durata,  con un limite di due mandati (8 anni). Il Senato si riunisce nel Campidoglio a Little Rock.

## Leadership del Senato
Il vice governatore dell'Arkansas funge da presidente del Senato, ma vota solamente se vi è parità assoluta. In sua assenza, la presidenza viene assunta dal presidente pro tempore, eletto dal partito di maggioranza a cui segue la conferma da parte dell'intero Senato. Il presidente pro tempore è la prima carica del Senato; i leader di maggioranza e minoranza sono eletti dai rispettivi partiti.